# Liste der Unterrichtungstafeln in Deutschland an den Autobahnen A 6xx
Diese Unterliste enthält die Unterrichtungstafeln an deutschen Autobahnen, die mit 6 beginnen.

## A 6
| Fahrtrichtung nach Osten                                         | Kilometer | Fahrtrichtung nach Westen                                        |
| Grenzübergang Goldene Bremm                                      | 687,2     |                                                                  |
| ---------------------------------------------------------------- | --------- | ---------------------------------------------------------------- |
|                                                                  | 677,5     | Saarbrücken Ludwigskirche Sarrebruck Ludwigskirche               |
| Biosphärenreservat Bliesgau Réserve de biosphére                 | 676,2     |                                                                  |
| Barockstadt Blieskastel Ville baroque                            | 668,7     |                                                                  |
|                                                                  | 662,6     | Biosphärenreservat Bliesgau Réserve de biosphére                 |
|                                                                  | 661,5     | Barockstadt Blieskastel Ville baroque                            |
| Homburg Schlossberghöhlen Grottes du Schlossberg                 | 657,3     |                                                                  |
|                                                                  | 651,8     | Homburg Schlossberghöhlen Grottes du Schlossberg                 |
|                                                                  | 651,0     | Bexbach Grubenmuseum Musée de la mine                            |
| Burg Nanstein                                                    | 639,4     |                                                                  |
|                                                                  | 631,3     | Burg Nanstein                                                    |
| Japanischer Garten Kaiserslautern                                | 628,8     |                                                                  |
|                                                                  | 612,6     | Japanischer Garten Kaiserslautern                                |
| Naturpark Pfälzerwald Biosphärenreservat Pfälzerwald-Nordvogesen | 609,3     |                                                                  |
|                                                                  | 603,9     | Naturpark Pfälzerwald Biosphärenreservat Pfälzerwald-Nordvogesen |
| Kloster Rosenthal                                                | 595,6     |                                                                  |
| Leiningerland                                                    | 594,4     |                                                                  |
|                                                                  | 589,7     | Kloster Rosenthal                                                |
| Deutsche Weinstraße                                              | 586,3     |                                                                  |
|                                                                  | 581,0     | Deutsche Weinstraße                                              |
|                                                                  | 579,8     | Leiningerland                                                    |
| Barockschloss Mannheim                                           | 565,5     |                                                                  |
|                                                                  | 560,5     | Barockschloss Mannheim                                           |
| Viernheimer Dreieck                                              | 555,7     |                                                                  |
| Barockschloss Mannheim                                           | 563,8     |                                                                  |
| Schlossgarten Schwetzingen                                       | 569,7     |                                                                  |
|                                                                  | 570,0     | Barockschloss Mannheim                                           |
|                                                                  | 581,2     | Schlossgarten Schwetzingen                                       |
| Weinland Kraichgau                                               | 584,0     |                                                                  |
| Malsch Wallfahrtskapelle                                         | 591,2     |                                                                  |
|                                                                  | 597,1     | Malsch Wallfahrtskapelle                                         |
| Fachwerkstadt Eppingen                                           | 610,0     |                                                                  |
|                                                                  | 613,7     | Burg Steinsberg im Kraichgau                                     |
|                                                                  | 615,1     | Museum Sinsheim                                                  |
| Bad Rappenau Soleheilbad                                         | 615,4     |                                                                  |
|                                                                  | 618,6     | Fachwerkstadt Eppingen                                           |
| Stauferpfalz Bad Wimpfen                                         | 621,3     |                                                                  |
|                                                                  | 626,4     | Bad Rappenau Soleheilbad                                         |
| experimenta Heilbronn Das Science Center                         | 630,9     |                                                                  |
| Weinsberg Burg Weibertreu                                        | 637,6     |                                                                  |
|                                                                  | 638,0     | Kilianskirche Heilbronn am Neckar                                |
|                                                                  | 643,3     | Weinsberg Burg Weibertreu                                        |
|                                                                  | 648,6     | KZ-Gedenkstätte Salzbergwerk Bad Friedrichshall                  |
| Stiftskirche Öhringen                                            | 654,7     |                                                                  |
|                                                                  | 660,6     | Stiftskirche Öhringen                                            |
| Schloss Neuenstein                                               | 662,0     |                                                                  |
| Forchtenberg Geburtsstadt von Sophie Scholl                      | 663,0     |                                                                  |
|                                                                  | 663,2     | Naturpark Schwäbisch-Fränkischer Wald Welterbe Limes             |
| Waldenburger Berge Sammlung Würth Künzelsau und Schwäbisch Hall  | 667,5     |                                                                  |
|                                                                  | 667,8     | Schloss Neuenstein                                               |
| Schwäbisch Hall                                                  | 670,3     |                                                                  |
|                                                                  | 672,5     | Waldenburger Berge Schloss Waldenburg                            |
| Hohenloher Freilandmuseum                                        | 675,0     |                                                                  |
|                                                                  | 675,8     | Sammlung Würth Künzelsau/Schwäbisch Hall                         |
|                                                                  | 679,8     | Schwäbisch Hall                                                  |
| Schloss Langenburg                                               | 684,0     |                                                                  |
|                                                                  | 684,1     | Hohenloher Freilandmuseum                                        |
|                                                                  | 689,6     | Schloss Langenburg                                               |
| Kunst und Natur Kirchberg/Jagst                                  | 690,0     |                                                                  |
|                                                                  | 696,0     | Kunst und Natur Kirchberg/Jagst                                  |
| Crailsheim Türme an der Jagst                                    | 697,4     |                                                                  |
|                                                                  | 703,8     | Crailsheim Türme an der Jagst                                    |
|                                                                  | 706,0     | Hohenloher Ebene                                                 |
| Romantisches Franken                                             | 707,0     |                                                                  |
| Naturpark Frankenhöhe                                            | 711,8     |                                                                  |
| Festspielstadt Feuchtwangen                                      | 717,2     |                                                                  |
|                                                                  | 722,4     | Festspielstadt Feuchtwangen                                      |
|                                                                  | 723,8     | Naturpark Frankenhöhe                                            |
| Museum Pioniere der Lüfte Leutershausen                          | 728,0     |                                                                  |
| Deutsches Pinsel- und Bürstenmuseum Bechhofen a. d. Heide        | 732,8     |                                                                  |
| Ornbau Altmühlbrücke                                             | 733,6     |                                                                  |
| Herrieden Stiftsbasilika                                         | 734,1     |                                                                  |
|                                                                  | 735,2     | Museum Pioniere der Lüfte Leutershausen                          |
|                                                                  | 738,6     | Herrieden Stiftsbasilika                                         |
| Fränkisches Seenland                                             | 738,7     |                                                                  |
| Schlosspark Dennenlohe                                           | 739,0     |                                                                  |
| Merkendorf Historische Krautstadt                                | 739,7     |                                                                  |
| Ansbach Festspielstadt                                           | 740,3     |                                                                  |
| Minnesängerstadt Wolframs-Eschenbach                             | 745,4     |                                                                  |
|                                                                  | 747,7     | Ornbau Altmühlbrücke                                             |
|                                                                  | 747,9     | Deutsches Pinsel- und Bürstenmuseum Bechhofen a. d. Heide        |
|                                                                  | 748,2     | Schlosspark Dennenlohe                                           |
| Festung Lichtenau                                                | 749,0     |                                                                  |
|                                                                  | 755,5     | Minnesängerstadt Wolframs-Eschenbach                             |
| Burgerlebnis Cadolzburg                                          | 755,5     |                                                                  |
|                                                                  | 755,8     | Festung Lichtenau                                                |
|                                                                  | 756,1     | Merkendorf Historische Krautstadt                                |
| Stadt Stein Bleistift • Schloss • Therme                         | 756,3     |                                                                  |
| Münsterstadt Heilsbronn                                          | 756,6     |                                                                  |
| Neuendettelsau Diakonie und Mission                              | 757,3     |                                                                  |
|                                                                  | 764,0     | Münsterstadt Heilsbronn                                          |
|                                                                  | 764,5     | Romantisches Franken                                             |
|                                                                  | 764,8     | Neuendettelsau Diakonie und Mission                              |
| Abenberg Historische Burgstadt                                   | 771,4     |                                                                  |
| Spalter Hopfenland                                               | 773,2     |                                                                  |
| Goldschlägerstadt Schwabach                                      | 773,5     |                                                                  |
|                                                                  | 783,8     | Schloss Ratibor Roth                                             |
|                                                                  | 784,1     | Spalter Hopfenland                                               |
| Tiergarten Nürnberg                                              | 784,4     |                                                                  |
|                                                                  | 785,9     | Fränkisches Seenland                                             |
| Nürnberger Land Outdoor- & Genussregion                          | 797,1     |                                                                  |
|                                                                  | 798,0     | nuernberg.de                                                     |
|                                                                  | 798,4     | Tiergarten Nürnberg                                              |
| Festspielstadt Altdorf Historische Universität                   | 802,3     |                                                                  |
|                                                                  | 806,9     | Festspielstadt Altdorf Historische Universität                   |
| Pfalzgrafenstadt Neumarkt                                        | 816,3     |                                                                  |
| Hersbruck Gesundheitsregion – Therme                             | 817,4     |                                                                  |
|                                                                  | 821,7     | Nürnberger Land Outdoor- & Genussregion                          |
|                                                                  | 822,1     | Hersbruck Gesundheitsregion – Therme                             |
| Bayerischer Jura                                                 | 823,5     |                                                                  |
|                                                                  | 824,3     | Pfalzgrafenstadt Neumarkt                                        |
| Sulzbach-Rosenberg                                               | 826,8     |                                                                  |
|                                                                  | 831,2     | Sulzbach-Rosenberg                                               |
| Naturpark Hirschwald                                             | 834,2     |                                                                  |
| Klosterburg Kastl                                                | 835,0     |                                                                  |
| Amberg Historische Altstadt                                      | 835,5     |                                                                  |
|                                                                  | 839,1     | Klosterburg Kastl                                                |
| Kultur-Schloss Theuern                                           | 846,1     |                                                                  |
|                                                                  | 851,1     | Kultur-Schloss Theuern                                           |
|                                                                  | 851,6     | Naturpark Hirschwald                                             |
| Karpfenland Mittlere Oberpfalz                                   | 858,0     |                                                                  |
| Oberpfälzer Wald                                                 | 858,6     |                                                                  |
| Oberpfälzer Freilandmuseum                                       | 865,7     |                                                                  |
| Historisches Nabburg                                             | 866,1     |                                                                  |
|                                                                  | 870,8     | Historisches Nabburg                                             |
| Barocke Schmuzerkirche Landgrafenstadt Pfreimd                   | 870,9     |                                                                  |
|                                                                  | 871,1     | Oberpfälzer Freilandmuseum                                       |
| Burg Wernberg                                                    | 876,4     |                                                                  |
|                                                                  | 877,6     | Barocke Schmuzerkirche Landgrafenstadt Pfreimd                   |
|                                                                  | 879,1     | Burg Wernberg                                                    |
| Tännesberg Geologischer Lehrpfad                                 | 883,0     |                                                                  |
| Leuchtenberg Burg und Festspiele                                 | 884,1     |                                                                  |
| Wallfahrtskirche Fahrenberg                                      | 888,4     |                                                                  |
|                                                                  | 889,0     | Leuchtenberg Burg und Festspiele                                 |
| Schloss Friedrichsburg                                           | 889,1     |                                                                  |
|                                                                  | 889,4     | Tännesberg Geologischer Lehrpfad                                 |
|                                                                  | 896,7     | Schloss Friedrichsburg                                           |
| Wieskirche Moosbach Schloss Burgtreswitz                         | 896,7     |                                                                  |
| Pleystein Rosenquarzstadt                                        | 897,2     |                                                                  |
|                                                                  | 897,5     | Wallfahrtskirche Fahrenberg                                      |
| Naturparkland                                                    | 900,7     |                                                                  |
| Schönsee Centrum Bavaria Bohemia                                 | 901,2     |                                                                  |
|                                                                  | 901,9     | Pleystein Rosenquarzstadt                                        |
|                                                                  | 902,4     | Wieskirche Moosbach Schloss Burgtreswitz                         |
|                                                                  | 907,1     | Oberpfälzer Wald                                                 |
|                                                                  | 907,7     | Schönsee Centrum Bavaria Bohemia                                 |
| Grenzübergang Waidhaus                                           | 908,2     |                                                                  |

## A 60
| Fahrtrichtung nach Osten | Kilometer | Fahrtrichtung nach Westen                          |
| Grenzübergang Steinbrück | 0,0       |                                                    |
| ------------------------ | --------- | -------------------------------------------------- |
| Schneifel                | 4,7       |                                                    |
| Ehemalige Abtei Prüm     | 16,0      |                                                    |
|                          | 21,3      | Ehemalige Abtei Prüm                               |
|                          | 31,3      | Naturpark Hohes Venn-Eifel                         |
| Naturpark Südeifel       | 32,5      |                                                    |
|                          | 41,6      | Stausee Bitburg                                    |
| Stiftskirche Kyllburg    | 42,5      |                                                    |
| Eifelpark Gondorf        | 47,6      |                                                    |
|                          | 48,0      | Stiftskirche Kyllburg                              |
| Burg Dudeldorf           | 48,6      |                                                    |
|                          | 53,1      | Burg Dudeldorf                                     |
|                          |           | Eifelpark Gondorf                                  |
| Abtei Himmerod           | 55,2      |                                                    |
| ehem. Synagoge Wittlich  | 60,0      |                                                    |
|                          | 61,0      | Abtei Himmerod                                     |
|                          | 65,7      | ehem. Synagoge Wittlich                            |
| Autobahnkreuz Wittlich   | 67,0      |                                                    |
| Autobahndreieck Nahetal  | 46,1      |                                                    |
| Kaiserpfalz Ingelheim    | 39,0      |                                                    |
|                          | 38,9      | Binger Mäuseturm im Welterbe Oberes Mittelrheintal |
|                          | 33,7      | Kaiserpfalz Ingelheim                              |
| Dom zu Mainz             | 21,6      |                                                    |
|                          | 15,9      | Dom zu Mainz                                       |
| Rüsselsheimer Dreieck    | 0,0       |                                                    |

## A 61
| Fahrtrichtung nach Süden                                   | Kilometer   | Fahrtrichtung nach Norden                                  |
| Grenzübergang Heidenend                                    | −1,3        |                                                            |
| ---------------------------------------------------------- | ----------- | ---------------------------------------------------------- |
| Skulpturensammlung Viersen                                 | 15,2        |                                                            |
|                                                            | 18,8        | Skulpturensammlung Viersen                                 |
|                                                            | 26,0        | Münster St. Vitus                                          |
| Historischer Ortskern Bedburg-Altkaster                    | 49,2        |                                                            |
| Rheinisches Braunkohlenrevier                              | 56,0        |                                                            |
|                                                            | 61,3        | Rheinisches Braunkohlenrevier                              |
| Naturpark Rheinland                                        | 69,2        |                                                            |
| Autobahndreieck Erfttal                                    | 78,7/436,7  |                                                            |
| UNESCO-Welterbe Schlösser Brühl                            | 439,2       |                                                            |
| Autobahnkreuz Bliesheim                                    | 442,4/149,4 |                                                            |
|                                                            | 152,7       | UNESCO-Welterbe Schlösser Brühl                            |
|                                                            | 157,0       | Naturpark Rheinland                                        |
| Ahrtal                                                     | 178,0       |                                                            |
|                                                            | 184,6       | Ahrtal                                                     |
| Apollinariskirche Remagen am Rhein                         | 184,8       |                                                            |
|                                                            | 193,3       | Apollinariskirche Remagen am Rhein                         |
| Vulkanpark                                                 | 193,9       |                                                            |
|                                                            | 199,6       | Brohltal                                                   |
| Nürburgring                                                | 201,0       |                                                            |
| Maria Laach                                                | 205,6       |                                                            |
|                                                            | 206,4       | Nürburgring                                                |
| Pellenz                                                    | 210,6       |                                                            |
|                                                            | 210,8       | Maria Laach                                                |
| Geysir Andernach                                           | 211,8       |                                                            |
| Bassenheimer Reiter                                        | 216,0       |                                                            |
|                                                            | 219,2       | Pellenz                                                    |
|                                                            | 219,9       | Vulkanpark                                                 |
| Deutsches Eck–Koblenz im Welterbe Oberes Mittelrheintal    | 221,3       |                                                            |
| Terrassen-Mosel                                            | 229,0       |                                                            |
|                                                            | 229,4       | Bassenheimer Reiter                                        |
| Hunsrück                                                   | 234,6       |                                                            |
|                                                            | 234,8       | Terrassen-Mosel                                            |
| Königsstuhl Rhens im Welterbe Oberes Mittelrheintal        | 236,0       |                                                            |
|                                                            | 242,5       | Königsstuhl Rhens im Welterbe Oberes Mittelrheintal        |
| Ehrenburg                                                  | 242,5       |                                                            |
| Boppard Römer-Kastell im Welterbe Oberes Mittelrheintal    | 243,0       |                                                            |
|                                                            | 243,1       | Deutsches Eck–Koblenz im Welterbe Oberes Mittelrheintal    |
|                                                            | 248,0       | Boppard Römer-Kastell im Welterbe Oberes Mittelrheintal    |
| Burg Rheinfels St. Goar im Welterbe Oberes Mittelrheintal  | 248,0       |                                                            |
| Tal der Loreley im Welterbe Oberes Mittelrheintal          | 249,6       |                                                            |
|                                                            | 249,8       | Ehrenburg                                                  |
| Burg Kastellaun                                            | 254,1       |                                                            |
|                                                            | 254,3       | Burg Rheinfels St. Goar im Welterbe Oberes Mittelrheintal  |
| Stadtmauer Oberwesel im Welterbe Oberes Mittelrheintal     | 260,4       |                                                            |
|                                                            | 261,0       | Burg Kastellaun                                            |
|                                                            | 265,1       | Tal der Loreley im Welterbe Oberes Mittelrheintal          |
| Bacharach Werner Kapelle im Welterbe Oberes Mittelrheintal | 269,5       |                                                            |
| Schinderhannesturm Simmern                                 | 270,5       |                                                            |
|                                                            | 275,0       | Bacharach Werner Kapelle im Welterbe Oberes Mittelrheintal |
| Stromburg                                                  | 281,0       |                                                            |
| Orgel ART Museum Rhein-Nahe                                | 284,3       |                                                            |
| Nahetal                                                    | 284,8       |                                                            |
|                                                            | 284,9       | Stromburg                                                  |
|                                                            | 285,8       | Hunsrück                                                   |
|                                                            | 288,8       | Nahetal                                                    |
|                                                            | 289,6       | Orgel ART Museum Rhein-Nahe                                |
| Binger Mäuseturm im Welterbe Oberes Mittelrheintal         | 291,2       |                                                            |
| Brückenhäuser Bad Kreuznach                                | 296,5       |                                                            |
| Nahetal                                                    | 297,2       |                                                            |
|                                                            | 297,3       | Binger Mäuseturm im Welterbe Oberes Mittelrheintal         |
|                                                            | 300,9       | Nahetal                                                    |
| ehem. Klosterkirche Pfaffen-Schwabenheim                   | 301,0       |                                                            |
|                                                            | 303,5       | Brückenhäuser Bad Kreuznach                                |
| Rheinhessen                                                | 303,6       |                                                            |
|                                                            | 309,5       | ehem. Klosterkirche Pfaffen-Schwabenheim                   |
| ehem. Wallfahrtskirche Armsheim                            | 313,8       |                                                            |
| Schloss Alzey                                              | 318,7       |                                                            |
|                                                            | 324,2       | Schloss Alzey                                              |
| Basilika Bechtheim                                         | 328,2       |                                                            |
| Fleckenmauer Flörsheim-Dalsheim                            | 329,2       |                                                            |
| Dom zu Worms                                               | 333,8       |                                                            |
|                                                            | 334,0       | Rheinhessen                                                |
|                                                            | 340,2       | Fleckenmauer Flörsheim-Dalsheim                            |
|                                                            | 346,8       | Dom zu Worms                                               |
| Gemüsegarten RheinPfalz                                    | 347,6       |                                                            |
| Goldener Hut Schifferstadt                                 | 368,1       |                                                            |
|                                                            | 370,8       | Goldener Hut Schifferstadt                                 |
|                                                            | 373,1       | Gemüsegarten RheinPfalz                                    |
| Dom zu Speyer Weltkulturerbe                               | 375,7       |                                                            |
| Hockenheimring Baden-Württemberg                           | 382,7       |                                                            |
|                                                            | 385,8       | Dom zu Speyer                                              |
| Autobahndreieck Hockenheim                                 | 389,1       |                                                            |

## A 62
| Fahrtrichtung nach Süden                                         | Kilometer | Fahrtrichtung nach Norden                              |
| Autobahndreieck Nonnweiler                                       | 160,9     |                                                        |
| ---------------------------------------------------------------- | --------- | ------------------------------------------------------ |
|                                                                  | 164,6     | Otzenhausen Keltischer Ringwall Rempart celte          |
| Bostalsee Lac de Bostal                                          | 167,0     |                                                        |
|                                                                  | 171,0     | Bostalsee Lac de Bostal                                |
| Edelsteinregion Idar-Oberstein                                   | 174,1     |                                                        |
|                                                                  | 177,8     | Nationalpark Hunsrück-Hochwald                         |
| Naturwildpark Freisen Parc animalier                             | 182,7     |                                                        |
|                                                                  | 183,9     | Naturpark Saar-Hunsrück Parc naturel de Sarre-Hunsrück |
|                                                                  | 186,8     | Naturwildpark Freisen Parc animalier                   |
|                                                                  | 187,5     | Edelsteinregion Idar-Oberstein                         |
| Burg Lichtenberg                                                 | 189,8     |                                                        |
|                                                                  | 198,4     | Burg Lichtenberg                                       |
| Wildpark Potzberg                                                | 200,5     |                                                        |
|                                                                  | 206,1     | Wildpark Potzberg                                      |
| Naturpark Pfälzerwald Biosphärenreservat Pfälzerwald-Nordvogesen | 216,8     |                                                        |
| Pirmasens-Winzeln                                                | 239,9     |                                                        |

## A 63

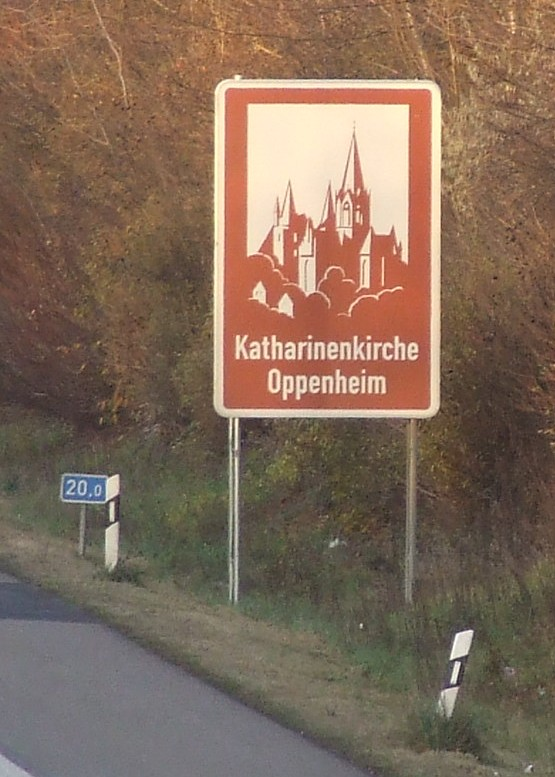
Katharinenkirche Oppenheim (Fahrtrichtung nach Norden, Mainz)

| Fahrtrichtung nach Süden                                         | Kilometer | Fahrtrichtung nach Norden         |
| Autobahnkreuz Mainz-Süd                                          | 1,7       |                                   |
| ---------------------------------------------------------------- | --------- | --------------------------------- |
|                                                                  | 6,7       | Dom zu Mainz                      |
| Katharinenkirche Oppenheim                                       | 14,0      |                                   |
| ehem. Wallfahrtskirche Armsheim                                  | 19,7      |                                   |
|                                                                  | 20,0      | Katharinenkirche Oppenheim        |
| Keltischer Donnersberg                                           | 35,0      |                                   |
|                                                                  | 35,2      | Rheinhessen                       |
| Kirchheimbolanden Kleine Residenz                                | 35,6      |                                   |
|                                                                  | 42,3      | Kirchheimbolanden Kleine Residenz |
| Römerpark Vicus Eisenberg                                        | 45,3      |                                   |
|                                                                  | 49,8      | Römerpark Vicus Eisenberg         |
| Abteikirche Otterberg                                            | 62,6      |                                   |
| Naturpark Pfälzerwald Biosphärenreservat Pfälzerwald-Nordvogesen | 67,0      |                                   |
| Japanischer Garten Kaiserslautern                                | 68,4      |                                   |
| Autobahndreieck Kaiserslautern                                   | 71,6      |                                   |

## A 64
| Fahrtrichtung nach Osten         | Kilometer | Fahrtrichtung nach Westen  |
| Grenzübergang Wasserbillig       | 0,0       |                            |
| -------------------------------- | --------- | -------------------------- |
|                                  | 1,4       | Sauertal Vallée de la Sûre |
| Porta Nigra Trier Weltkulturerbe | 6,5       |                            |
| Trier-Ehrang                     | 13,7      |                            |

## A 65
| Fahrtrichtung nach Süden                                         | Kilometer | Fahrtrichtung nach Norden            |
| Dreieck Ludwigshafen-Süd                                         | 100,0     |                                      |
| ---------------------------------------------------------------- | --------- | ------------------------------------ |
|                                                                  | 106,9     | Gemüsegarten RheinPfalz              |
| Holiday Park                                                     | 110,3     |                                      |
|                                                                  | 113,0     | Holiday Park                         |
| Naturpark Pfälzerwald Biosphärenreservat Pfälzerwald-Nordvogesen | 115,6     |                                      |
| Hambacher Schloß                                                 | 118,4     |                                      |
| Villa Ludwigshöhe Edenkoben                                      | 123,8     |                                      |
|                                                                  | 124,5     | Hambacher Schloß                     |
|                                                                  | 130,8     | Villa Ludwigshöhe Edenkoben          |
| Festung Landau                                                   | 131,6     |                                      |
|                                                                  | 136,1     | Festung Landau                       |
| Madenburg Eschbach                                               | 141,9     |                                      |
|                                                                  | 144,7     | Madenburg Eschbach                   |
| Therme Kneipp-Heilbad Bad Bergzabern                             | 145,2     |                                      |
| Römische Terra Sigillata Rheinzabern                             | 148,4     |                                      |
|                                                                  | 149,4     | Therme Kneipp-Heilbad Bad Bergzabern |
| Fun Forest Kandel                                                | 151,1     |                                      |
|                                                                  | 154,6     | Fun Forest Kandel                    |
| Wörther Kreuz                                                    | 159,2     |                                      |

## A 66
| Fahrtrichtung nach Osten                   | Kilometer | Fahrtrichtung nach Westen                  |
| Wiesbaden-Frauenstein                      | 35,6      |                                            |
| ------------------------------------------ | --------- | ------------------------------------------ |
|                                            | 34,5      | Weinland Rheingau                          |
|                                            | 24,3      | Wiesbaden                                  |
| Höchst Historische Altstadt                | 8,1       |                                            |
|                                            | 7,6       | Historische Altstadt Hofheim am Taunus     |
| Eschborner Dreieck                         | 3,2/100,0 |                                            |
| Frankfurt-Miquelallee                      | 107,2     |                                            |
| Frankfurt-Bergen-Enkheim                   | 112,2     |                                            |
| Wilhelmsbad Historischer Kurpark           | 118,4     |                                            |
| Kinzigtal Vogelsberg Spessart              | 139,7     |                                            |
|                                            | 141,1     | Ronneburg                                  |
| Kaiserpfalz Gelnhausen                     | 147,0     |                                            |
|                                            | 153,9     | Kaiserpfalz Gelnhausen                     |
| Schloss Wächtersbach                       |           |                                            |
| Heilbad Bad Orb                            | 155,7     |                                            |
|                                            | 161,3     | Heilbad Bad Orb                            |
|                                            |           | Schloss Wächtersbach                       |
| Solequellen Bad Soden-Salmünster           | 163,0     |                                            |
| Brüder-Grimm-Stadt Steinau an der Straße   | 169,5     |                                            |
|                                            | 169,5     | Solequellen Bad Soden-Salmünster           |
| Erlebnispark Steinau                       | 170,5     |                                            |
| Ehemaliges Benediktinerkloster Schlüchtern | 174,4     |                                            |
|                                            | 174,8     | Erlebnispark Steinau                       |
|                                            | 178,3     | Brüder-Grimm-Stadt Steinau an der Straße   |
|                                            | 181,4     | Kinzigtal Spessart Vogelsberg              |
|                                            | 186,1     | Ehemaliges Benediktinerkloster Schlüchtern |
| Fuldaer Dreieck                            | 203,1     |                                            |

## A 67
| Fahrtrichtung nach Süden                        | Kilometer | Fahrtrichtung nach Norden                       |
| Mönchhof-Dreieck                                | 1,1       |                                                 |
| ----------------------------------------------- | --------- | ----------------------------------------------- |
| Rüsselsheimer Festung                           | 2,9       |                                                 |
|                                                 | 11,5      | Rüsselsheimer Festung                           |
|                                                 | 19,1      | Weltnaturerbe Grube Messel                      |
| Wissenschaftsstadt Darmstadt                    | 19,8      |                                                 |
| Mathildenhöhe Darmstadt Zentrum des Jugendstils | 20,1      |                                                 |
| Geburtshaus Georg Büchner, Riedstadt            | 27,4      |                                                 |
|                                                 | 28,2      | Mathildenhöhe Darmstadt Zentrum des Jugendstils |
|                                                 | 29,3      | Wissenschaftsstadt Darmstadt                    |
|                                                 | 33,6      | Geburtshaus Georg Büchner, Riedstadt            |
| Schöfferdenkmal Gernsheim am Rhein              | 35,0      |                                                 |
|                                                 | 41,0      | Schöfferdenkmal Gernsheim am Rhein              |
| Weltkulturerbe Kloster Lorsch                   | 45,0      |                                                 |
|                                                 | 51,1      | Weltkulturerbe Kloster Lorsch                   |
| Viernheimer Dreieck                             | 59,5      |                                                 |

## A 620
| Fahrtrichtung nach Osten                                                                    | Kilometer | Fahrtrichtung nach Westen                                                                   |
| Autobahndreieck Saarlouis                                                                   | 32,1      |                                                                                             |
| ------------------------------------------------------------------------------------------- | --------- | ------------------------------------------------------------------------------------------- |
| Deutsches Zeitungsmuseum Wadgassen Musée de la presse écrite allemande                      | 23,2      |                                                                                             |
|                                                                                             | 20,3      | Deutsches Zeitungsmuseum Wadgassen Musée de la presse écrite allemande                      |
| Weltkulturerbe Völklinger Hütte Patrimoine Culturel Mondial Site sidérurgique de Völklingen | 19,9      |                                                                                             |
|                                                                                             | 12,2      | Weltkulturerbe Völklinger Hütte Patrimoine Culturel Mondial Site sidérurgique de Völklingen |
|                                                                                             | 1,9       | Schloß Saarbrücken Château de Sarrebruck                                                    |
| Autobahndreieck Saarbrücken                                                                 | 0,0       |                                                                                             |

## A 623
| Fahrtrichtung nach Süden                           | Kilometer | Fahrtrichtung nach Norden |
| Autobahndreieck Friedrichsthal                     | 9,8       |                           |
| -------------------------------------------------- | --------- | ------------------------- |
| Saarbrücken Ludwigskirche Sarrebruck Ludwigskirche | 1,9       |                           |
| Saarbrücken-Ludwigsberg                            | 0,0       |                           |

## A 643
| Fahrtrichtung nach Süden | Kilometer | Fahrtrichtung nach Norden |
| Wiesbaden-Dotzheim       | 300,0     |                           |
| ------------------------ | --------- | ------------------------- |
|                          | 294,3     | Wiesbaden                 |
| Autobahndreieck Mainz    | 291,9     |                           |

## A 650
| Fahrtrichtung nach Osten | Kilometer | Fahrtrichtung nach Westen |
| Friedelsheim             | 14,0      |                           |
| ------------------------ | --------- | ------------------------- |
| Gemüsegarten RheinPfalz  | 12,5      |                           |
| Ludwigshafen             | 0,0       |                           |

## A 656
| Fahrtrichtung nach Süden | Kilometer | Fahrtrichtung nach Norden |
| Mannheim-Neckarau        | 1,2       |                           |
| ------------------------ | --------- | ------------------------- |
|                          | 8,5       | Barockschloss Mannheim    |
| Schloss Heidelberg       | 8,5       |                           |
| Autobahnkreuz Heidelberg | 12,7      |                           |

## A 671
| Fahrtrichtung nach Süden  | Kilometer | Fahrtrichtung nach Norden |
| Wiesbaden/Mainz-Amöneburg | 12,6      |                           |
| ------------------------- | --------- | ------------------------- |
| Dom zu Mainz              | 10,8      |                           |
|                           | 6,5       | Dom zu Mainz              |
| Mainspitz-Dreieck         | 1,0       |                           |